# Zespół jelita drażliwego
Zespół jelita drażliwego, zespół jelita nadwrażliwego (łac. colon irritabile; ang. irritable bowel syndrome, IBS) – przewlekła (trwająca co najmniej trzy miesiące) idiopatyczna choroba przewodu pokarmowego o charakterze czynnościowym charakteryzująca się bólami brzucha i zaburzeniami rytmu wypróżnień, nieuwarunkowana zmianami organicznymi lub biochemicznymi.
Zespół ten został dokładnie opisany przez Williama Oslera w 1892 i został przez niego nazwany mucous colitis.

## Epidemiologia
Gastroenterolodzy zgodnie stwierdzają, że zaburzenia czynnościowe układu pokarmowego należą do najczęstszych schorzeń w ich specjalności (do 50% zgłaszających się  na leczenie). 
IBS występuje u ok. 10–20% dorosłych ludzi, 2/3 z tej liczby to kobiety. Ocenia się, że w Polsce IBS dotyczy około 13% dorosłej populacji.
Choroba zaczyna się przeważnie w wieku 30–40 lat.

## Patofizjologia
Pierwotna przyczyna nie jest znana. Czynniki patofizjologiczne, które mogą mieć wpływ na wystąpienie choroby to:
- nadmierny rozrost mikrobiomu jelitowego (SIBO) nawet w 84% przypadków
- zaburzenia czucia trzewnego i funkcji motorycznej jelit, co potwierdzają badania:
  - niski próg bólowy odbytnicy rozszerzanej balonem
  - zwiększona odpowiedź ruchowa jelita grubego na pobudzanie niektórymi lekami (prostygmina), hormonami (cholecystokinina) lub pokarmem
- zmiany w sferze psychicznej (u 70-90% pacjentów chorych na IBS występują zaburzenia osobowości, niepokój lub depresja)
- spożywanie pokarmów ubogoresztkowych (ubogich w błonnik)
- przebycie infekcji jelitowej (np. czerwonki) – u osób tych stwierdzono zwiększenie liczby komórek endokrynnych jelit i zawartości w nich serotoniny
- rola mózgu jest nie do końca wyjaśniona – nowe badania wykazują zmiany aktywności w obszarach kory mózgowej odpowiedzialnych za odczuwanie bólu.

## Objawy
Sytuacje stresowe wyzwalają objawy, do których najczęściej należą:
- ostre, skurczowe, nękające bóle brzucha (zazwyczaj podbrzusza i lewego dołu biodrowego). Prawie nigdy nie budzą w nocy. Nasilają się po posiłkach. Mogą towarzyszyć biegunkom. Ulgę przynosi wypróżnienie lub oddanie gazów.
- biegunka – stolce mogą być wodniste lub półpłynne, ale rzadko dochodzi do zwiększenia ich objętości. Charakterystyczne dla tego objawu są częstsze wypróżnienia, które poprzedza gwałtowne parcie. Zazwyczaj występuje po posiłkach, stresie psychicznym i w godzinach rannych.
- zaparcie – u chorych bez biegunki. Częstotliwość wypróżnień jest zmniejszona, oddawany stolec jest twardy i bardziej zbity. Chorzy skarżą się na utrudnione oddawanie stolca. Po oddaniu stolca często występuje uczucie niepełnego wypróżnienia.
- wzdęcie brzucha
- domieszka śluzu w kale (brak krwi)
- odbijanie i gazy
- nudności i wymioty
- zgaga
- bóle głowy
- uczucie zmęczenia
- zaburzenia miesiączkowania
- częstomocz
- „przelewanie w brzuchu”

Badanie przedmiotowe nie wykazuje odchyleń od normy.

### Postacie
- biegunkowa
- zaparciowa
- mieszana

### Objawy niepokojące
Każdy z poniższych objawów może wskazywać na przyczynę organiczną dolegliwości:
- gorączka
- zmniejszenie masy ciała
- krew w stolcu
- niedokrwistość
- nieprawidłowości w badaniu przedmiotowym
- rak lub zapalne choroby jelit w wywiadzie rodzinnym

## Diagnostyka
Celem postępowania diagnostycznego jest wykluczenie organicznej przyczyny dolegliwości.
Zestaw zalecanych badań diagnostycznych:
- test wodorowy
- morfologia krwi
- CRP
- badanie biochemiczne krwi
- badanie ogólne moczu
- badanie kału w kierunku obecności pasożytów i krwi utajonej
- posiewy bakteriologiczne stolca
- kalprotektyna w kale - wykluczenie chorób zapalnych jelit (m.in. bakteryjne, nieswoiste zapalenie jelita, czerwonka przewlekła).
- rektoskopia lub fiberosigmoidoskopia

Ponadto, w zależności od sytuacji:
- test tolerancji laktozy lub 2-tygodniowa próba z dietą bezlaktozową
- wlew kontrastowy doodbytniczy lub kolonoskopia
  - u osób powyżej 45. roku życia
  - pozytywny wywiad rodzinny w kierunku chorób nowotworowych
  - brak poprawy
- ultrasonografia lub tomografia komputerowa jamy brzusznej
- badanie radiologiczne jelita cienkiego – przy obfitej biegunce
- badanie radiologiczne lub endoskopia górnego odcinka przewodu pokarmowego – przy dyspepsji
- oznaczenie stężenia kwasu 5-hydroksyindolooctowego w moczu, oraz chromograniny A, gastryny, VIP i hormonów tarczycy we krwi

## Rozpoznanie
Obecnie obowiązującymi są tzw. Kryteria Rzymskie III z 2006 roku. Według nich zespół jelita drażliwego można rozpoznać, gdy występuje ból lub dyskomfort (czyli przewlekłe odczucie nie określane jako ból) w jamie brzusznej, trwający co najmniej trzy dni w miesiącu, przez ostatnie trzy miesiące, i towarzyszą mu co najmniej dwa z trzech poniższych objawów:
1) zmniejszenie/ ustąpienie dolegliwości po wypróżnieniu
2) początek objawów związany ze zmianą częstości wypróżnień
3) początek dolegliwości wiążący się ze zmianą wyglądu stolca

### Różnicowanie między postacią biegunkową a zaparciową
Biegunkowy typ choroby charakteryzują:
- więcej niż 3 wypróżnienia w ciągu dnia
- papkowaty lub wodnisty stolec
- parcie na stolec

Zaparciowy typ choroby charakteryzują:
- mniej niż 3 wypróżnienia w tygodniu
- twardy lub „bobkowaty” stolec
- duży wysiłek towarzyszący defekacji

### Diagnostyka różnicowa
IBS należy różnicować z:
- nieswoiste i swoiste (infekcyjne) zapalenia jelit
- mikroskopowe zapalenie jelita grubego
- uchyłki okrężnicy
- biegunka u osób nadużywających środków przeczyszczających
- celiakia
- nowotwory jelita grubego: rak, gruczolak kosmkowy (adenoma villosum)
- guzy endokrynne: gastrinoma, guz wydzielający wazoaktywny peptyd jelitowy, rakowiak
- choroby metaboliczne: nadczynność tarczycy, cukrzyca, nietolerancja laktozy

## Leczenie
Nie ma sposobu trwałego wyleczenia z zaburzeń, postępowanie lecznicze ma tylko na celu złagodzenie objawów chorobowych. 

### Dieta
Odpowiednia dieta, szczególnie dieta FODMAP oraz bogata w rozpuszczalny błonnik może pomóc przy IBS. Dieta bogata w rozpuszczalny błonnik zmniejsza ogólne objawy IBS oraz bóle brzucha, szczególnie przy łagodniejszych formach IBS oraz IBS z biegunką, przy czym błonnik nierozpuszczalny jest nieskuteczny. Dieta FODMAP ogranicza produkty, które zawierają ciężkostrawne węglowodany oraz inne substancje, mogące wpływać na objawy chorób przewodu pokarmowego, np. laktozę, gluten lub fruktozę. Dieta ta skutecznie zmniejsza ogólne objawy IBS oraz bóle brzucha u niektórych pacjentów, przy czym dalszych badań wymaga ocena jej bezpieczeństwa przy dłuższym czasie stosowania.
Brytyjskie stowarzyszenie dietetyczne opublikowało przewodnik dietetycznego zarządzania objawami choroby dla dorosłych, którego główne zalecenia brzmią następująco:
1. Styl życia i zdrowa dieta:
  - Alkohol - unikać nadmiernego spożycia alkoholu i spożywać nie więcej, niż krajowe (Brytyjskie) rekomentacje: dla mężczyzn - dwie dawki alkoholu (na przykład 500ml piwa) dziennie pięć razy w tygodniu; dla kobiet - jedna dawka alkoholu (na przykład 250 ml piwa) pięć razy w tygodniu.
  - Kofeina - jeżeli jest podejrzenie, że wywołuje objawy, dostosować się do zaleceń ogólnych 400mg/dzień.
  - Ostre jedzenie - jeżeli jest podejrzenie, że wywołuje objawy, tymczasowo ograniczyć spożycie, aby sprawdzić, czy nastąpi poprawa.
  - Tłuszcz - jeżeli jest podejrzenie, że wywołują objawy w trakcie spożywania lub po posiłku, ograniczyć spożycie i upewnić się, że odzwierciedla ono aktualne zalecenia dietetyczne.
  - Płyny - brak dowodów, by zarekomendować zalecenia.
  - Nawyki żywieniowe - niewystarczające dowody, by zarekomendować zalecenia.
2. Ograniczenia w spożyciu mleka i produktów mlecznych: jeżeli istnieją podejrzenia, że mleko wywołuje objawy IBS, a nie można wykonać testu oddechowego na nietolerancję laktozy, zaleca się tymczasowo ograniczyć spożycie, by sprawdzić, czy nastąpi poprawa. Jest to szczególnie użyteczne wśród grup etnicznych, gdzie nietolerancja laktozy jest powszechna. W przypadku pozytywnego testu oddechowego, ograniczenie spożycia laktozy jest zalecane.
3. Spożycie błonnika:
  - Należy unikać dodatkowego spożywania otrębów pszennych.
  - Jeżeli chory cierpi na postać zaparciową choroby (IBS-C), można spróbować spożywać dwie łyżki stołowe siemienia lnianego dziennie, przez okres trzech miesięcy, by sprawdzić, czy objawy nie zmniejszą się. Długotrwała próba jest zalecana, ponieważ istnieją przypuszczenia, że skuteczność stosowania siemienia narasta stopniowo.
4. Węglowodany ciężkostrawne (FODMAP):
  - Należy rozważyć przez okres 3-4 tygodni stosowanie diety ubogiej w fermentowalne węglowodany FODMAP. Jeżeli po upływie miesiąca dieta nie przyniesie poprawy objawów, należy powrócić do poprzedniego sposobu odżywiania i rozważyć inne opcje leczenia.
  - Ponieważ pacjenci mogą różnie reagować na różne węglowodany z grupy FODMAP, zaleca się przy stosowaniu diety stopniowo dodawać różne produkty, zawierające odmienne węglowodany, by sprawdzić indywidualną wrażliwość.

| Ogólne zalecenia dietetyczne przy diecie low-FODMAP                | Ogólne zalecenia dietetyczne przy diecie low-FODMAP | Ogólne zalecenia dietetyczne przy diecie low-FODMAP                                                                                                  |
|                                                                    | Żywność niezalecana przy IBS (bogata w węglowodany FODMAP) | Żywność zalecana przy IBS (uboga w węglowodany FODMAP)                                                                                               |
| ------------------------------------------------------------------ | --- | --- |
| Warzywa                                                            | szparagi, karczochy, cebula, por, czosnek, warzywa strączkowe, groszek cukrowy, przyprawy z cebuli i czosnku, buraki, kapusta włoska, seler, kukurydza cukrowa, kalafior, brokuł, dynia, pieczarki, brukselka | lucerna, kiełki fasoli, zielony groszek, słodka papryka, marchew, szczypiorek, zioła, ogórek, sałata, pomidor, cukinia, szpinak, bakłażan, ziemniaki |
| Owoce                                                              | jabłka, gruszki, mango, arbuz, nektarynki, brzoskwinie, śliwki, wiśnie, morele, awokado | banany, pomarańcza, mandarynka, winogrona, melon, kiwi, owoce leśne, grejpfrut, cytryna, ananas, oliwki                                              |
| Produkty mleczne                                                   | mleko krowie, jogurt, ser biały, śmietana, lody | mleko i jogurt bez laktozy, ser żółty, masło |
| Źródła białka                                                      | warzywa strączkowe | mięso, ryby, kurczak, tofu, tempeh, jaja |
| Zboża                                                              | żyto, pszenica, jęczmień | pieczywo i makaron bezglutenowe, orkisz, ryż, owies, komosa, mąka kukurydziana                                                                       |
| Orzechy i nasiona (<10 sztuk orzechów i 1 łyżka nasion na posiłek) | orzechy nerkowca, pistacje | migdały, pestki dyni, orzeszki ziemne, orzechy włoskie, orzechy laskowe, nasiona sezamu, słonecznik                                                  |

1. Gluten: niewystarczające dowody, by zarekomendować zalecenia, jeżeli w diagnozie wykluczona jest celiakia.
2. Probiotyki: niektóre probiotyki, np. jogurtowe, łagodzą ogólne objawy IBS oraz towarzyszące bóle, jednakże dalszych badań wymaga ocena, które z nich i w jakich dawkach są najskuteczniejsze[7][7]. Jeżeli pacjent zdecyduje się wypróbować probiotyki, zaleca się stosowanie pojedynczego probiotyku przez okres co najmniej czterech tygodni, by sprawdzić jego działanie. Probiotyki są uważane za bezpieczne przy IBS.
3. Diety eliminacyjne i uczulenia na żywność: obecnie nie zaleca się stosowania innych, niż wymienione, form diet eliminacyjnych w leczeniu objawów IBS.

### Inne metody
- Unikanie stresu.
- Środki farmakologiczne – pełnią funkcję wspomagającą. W postaci bólowo-zaparciowej można stosować: środki antycholinergiczne (bromek oksyfenoniowy), drotawerynę, mebewerynę lub trimebutynę. W postaci biegunkowej można stosować: ryfaksyminę, difenoksylat, loperamid, cholestyraminę. Przy wzdęciach: ryfaksyminę, symetykon, dimetykon. Chorzy z niepokojem – anksjolityki, ale dłuższa kuracja jest niewskazana[8].
- Maślan sodu - związek ten wykazuje odżywcze działanie wobec komórek nabłonka przewodu pokarmowego i wywiera wielokierunkowe działanie na jelita. Choć związek ten nie jest ujęty w  oficjalnych rekomendacjach dotyczących leczenia IBS, to istnieją poważne doniesienia naukowe dotyczące jego skuteczności[9][10].
- Olej z mięty pieprzowej zmniejsza ogólne objawy IBS oraz łagodzi bóle brzucha[11].
- Do alternatywnych metod leczenia zalicza się jeszcze hipnoterapię[12], medytację i jogę[13][14].

## Rokowanie
U większości chorych objawy nawracają. Choroba ma jednak łagodny przebieg i nigdy nie prowadzi do wyniszczenia.

## Historia
Jednostka chorobowa opisana została po raz pierwszy w 1892 roku. W XIX wieku znana była pod wieloma nazwami, m.in. jako: enteritis membranacea, myxoneurosis intestinalis, colitis mucosa, colitis neuromembranacea.

## Klasyfikacja ICD10
| kod ICD10     | nazwa choroby                          |
| ------------- | -------------------------------------- |
| ICD-10: K58   | Zespół drażliwego jelita               |
| ICD-10: K58.0 | Zespół pobudliwego jelita z biegunką   |
| ICD-10: K58.9 | Zespół pobudliwego jelita bez biegunki |